# The Velveteen Dream
Patrick Clark, Jr. (né le 19 août 1995 à Washington, D.C.) est un catcheur (lutteur professionnel) américain. Il est connu pour son travail à la World Wrestling Entertainment, dans la division NXT, sous le nom de The Velveteen Dream.

## Jeunesse
Clark grandit auprès de sa mère, son père est mort assassiné alors qu'il a deux ans. Il est fan de catch notamment de l'Undertaker, Triple H et Kurt Angle. Il pratique la lutte à l'académie militaire de Forestville de 2011 à 2013.

## Carrière de catcheur

### Débuts (2014-2015)
Clark s'entraine à l'école de catch de la Maryland Championship Wrestling (MCW) et fait ses premiers combats de catch dans cette fédération. Il y devient champion par équipes avec Lio Rush le 3 octobre 2015 après leur victoire dans un match à trois équipes comprenant Eric Chapel et Dirty Money ainsi que Jimmy Starz et Sexy Steve.

### World Wrestling Entertainment (2015-2021)

#### Tough Enough(2015)
Clark a été l'un des participants dans la saison 6 de Tough Enough, qui commence à être diffusé en juin 2015. En dépit d'avoir été désigné comme l'un des favoris pour gagner la compétition, il est éliminé dans le 5e épisode en raison d'un manque d'humilité perçu, 9e dans l'ensemble de la série.

#### NXT (2015-2021)

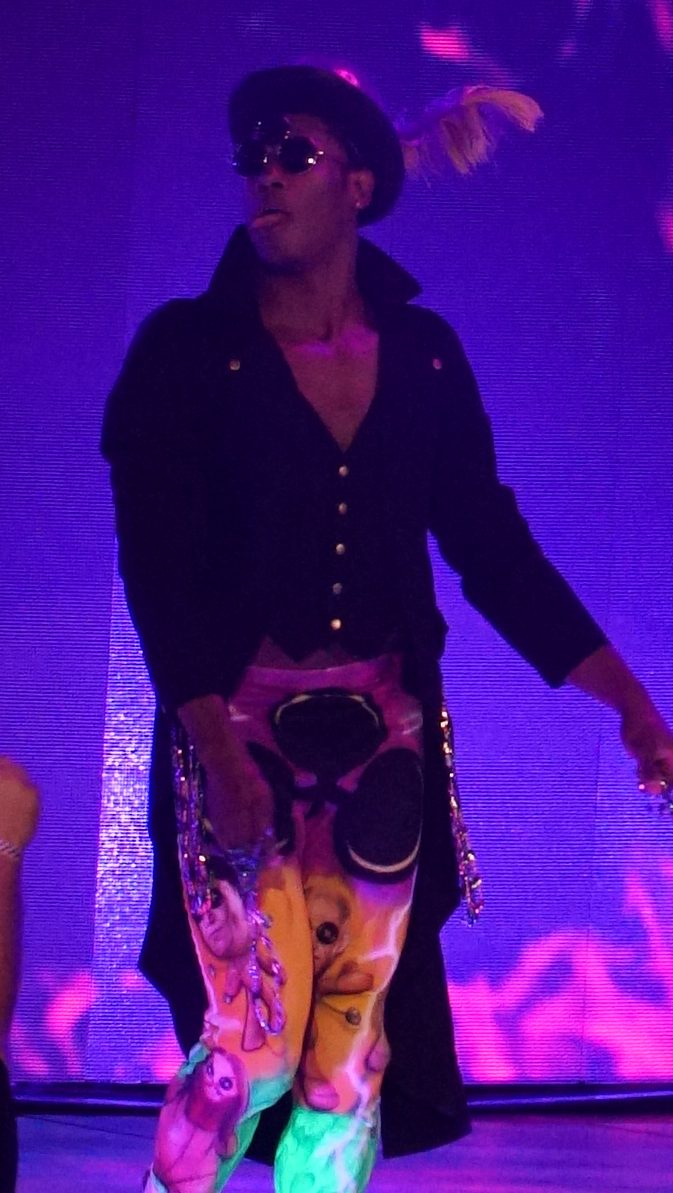
Dream à NXT TakeOver: New Orleans en avril 2018

Le 17 octobre 2015, Clark a signé un contrat de développement avec la WWE. Il a fait ses débuts sur le ring pour la compagnie lors d'un événement NXT à Lakeland, en Floride, le 5 février 2016, en perdant face à Riddick Moss.
Lors de NXT Takeover: WarGames, il perd contre Aleister Black.
Lors de NXT Takeover: Philadelphia, il bat Kassius Ohno. 
Lors de NXT Takeover: New Orleans, il perd un 6-Man Ladder Match impliquant Killian Dain, Lars Sullivan, EC3, Ricochet et le vainqueur et nouveau NXT North American Champion Adam Cole.
Lors de NXT TakeOver: Chicago II, il perd contre Ricochet.
Lors de NXT TakeOver: Brooklyn 4, il bat EC3.
Lors de NXT TakeOver: WarGames II, il perd contre Tommaso Ciampa et ne remporte pas le titre de la NXT.

#### NXT North American Champion, diverses rivalités et renvoi (2019-2021)
Le 20 février à NXT, il bat Johnny Gargano et devient pour la première fois de sa carrière NXT North American Champion.
Lors de NXT TakeOver: New York, il conserve son titre contre Matt Riddle.
Lors de NXT TakeOver: XXV, il conserve son titre contre Tyler Breeze.
Le 18 septembre à NXT, il perd son titre au profit de Roderick Strong. Peu de temps après, il se blesse et se retrouve hors d'action pendant plusieurs mois.
Lors de NXT TakeOver: In Your House, il perd contre Adam Cole et ne remporte pas le NXT Championship.
Le 23 décembre 2020 à NXT, il effectue son retour en perdant contre Adam Cole. C'est la dernière fois qu'il apparaîtra à la WWE
Le 20 mai 2021, la WWE met fin au contrat de Velveteen Dream.

## Palmarès
- Maryland Championship Wrestling (MCW)
  - 1 fois Champion par équipes de la MCW avec Lio Rush[14]

- World Wrestling Entertainment (WWE)
  - 1 fois NXT North American Champion (le plus long règne)
  - WWE World Collides (2019)
  - NXT Year-End Award pour la rivalité de l'année face à Aleister Black (2017)

## Récompenses des magazines
- Pro Wrestling Illustrated

| Année | 2017 | 2018 | 2019 |
| ----- | ---- | ---- | ---- |
| Rang  | 324  | 79   | 26   |

- Wrestling Observer Newsletter

| # | Résultat | Adversaire                                            | Évènement                 | Date         | Durée | Lieu                                      | Notes |
| - | -------- | ----------------------------------------------------- | ------------------------- | ------------ | ----- | ----------------------------------------- | --- |
| 1 | Défaite  | Adam Cole, EC3, Killian Dain, Lars Sullivan, Ricochet | NXT Takeover: New Orleans | 7 avril 2018 | 31:16 | Smoothie King Center, La Nouvelle-Orléans | Il s'agit d'un match de l'échelle pour désigner le premier champion d'Amérique du Nord de la NXT remporté par Adam Cole. |